# Medmassa pallipes
Medmassa pallipes är en spindelart som först beskrevs av Ludwig Carl Christian Koch 1873.  Medmassa pallipes ingår i släktet Medmassa och familjen flinkspindlar. Inga underarter finns listade i Catalogue of Life.